# Sulky
Pour l’article homonyme, voir Sulky (cité).
Le sulky (mot anglais qui signifie maussade, boudeur, parce qu'il est conçu pour une personne seule) est une voiture hippomobile d'origine américaine, à deux roues, avec un seul siège. Le sulky est léger, solide, conçu pour les trajets rapides et surtout les courses de trotteurs. C'est l'équivalent de l'araignée française.
Le sulky est aujourd'hui fabriqué avec des matériaux modernes et sert dans le monde entier pour les courses hippiques de trot.

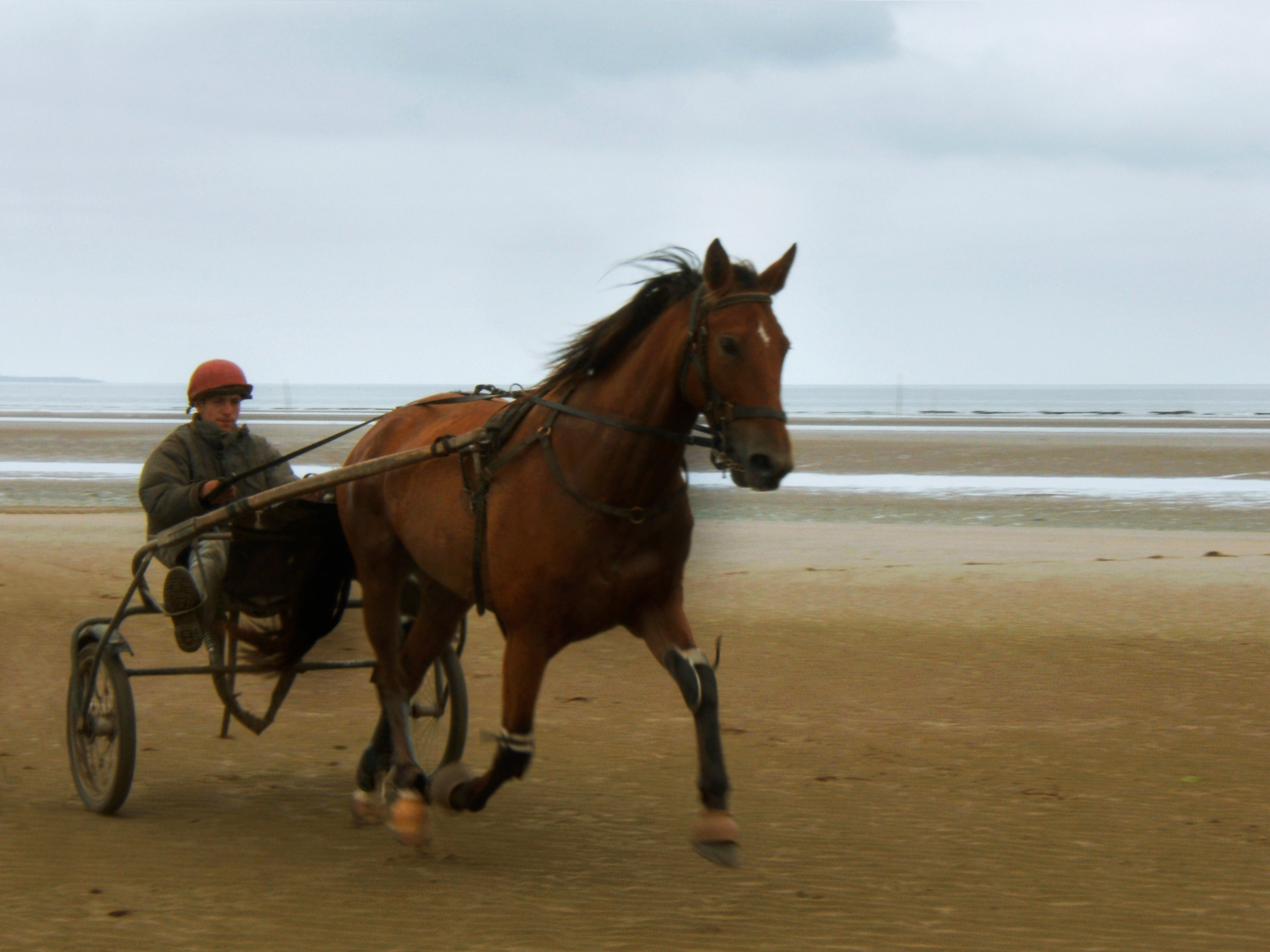
Trotteur tractant un sulky à Utah-Beach.
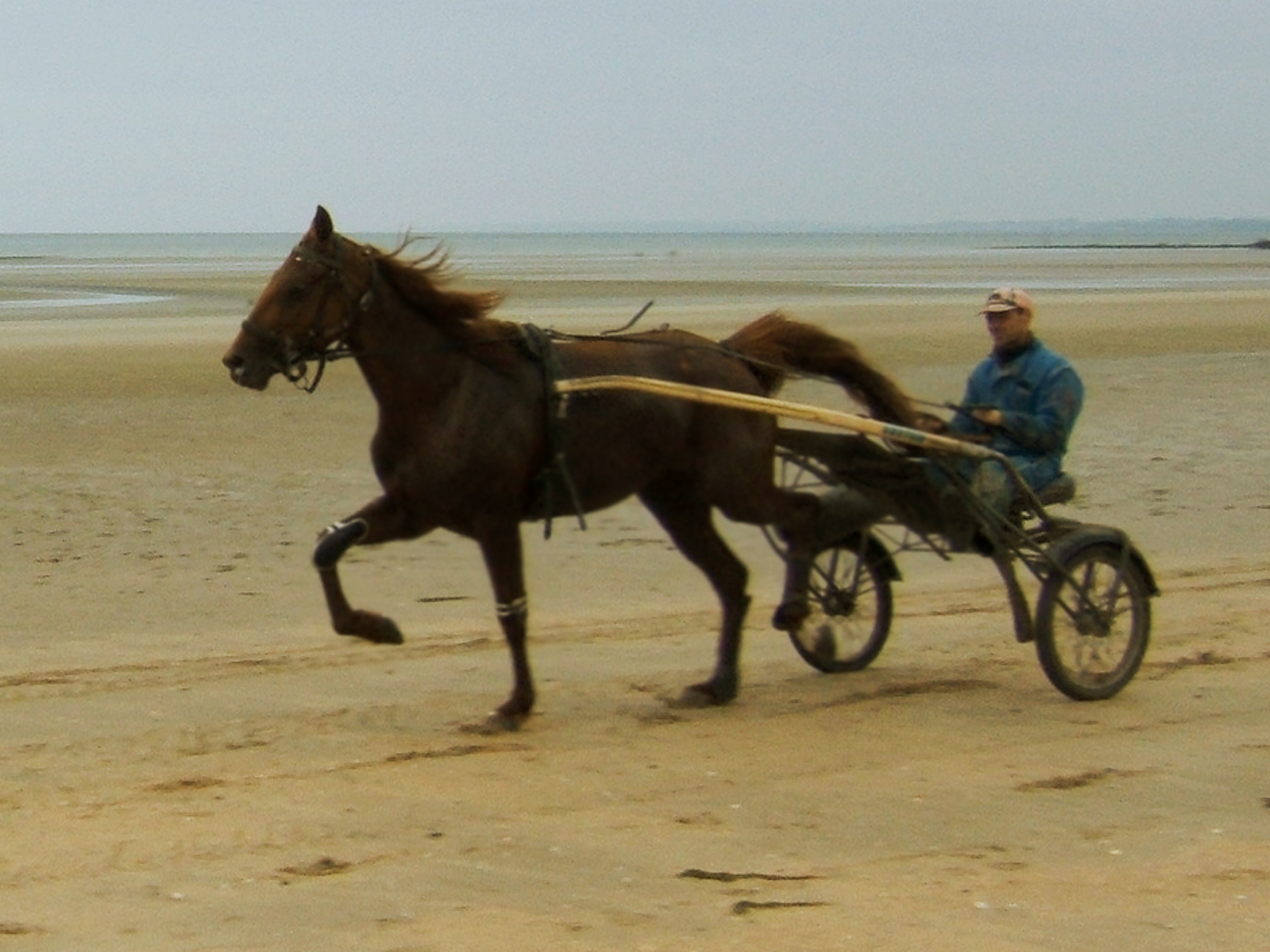
Sulky à Utah-Beach.
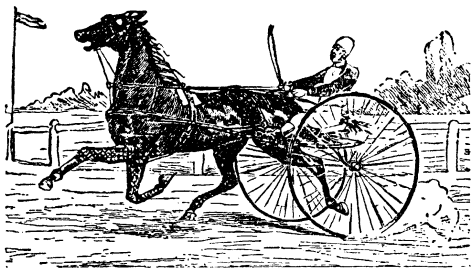
Sulky Äldre.

## Sources
- Joseph Jobé, Au temps des cochers, Lausanne, Edita-Lazarus, 1976.  (ISBN 2-88001-019-5)